# Maria Paola Mathieu
Maria Paola Mathieu (Torino, 29 Marzo 1956) è un'ex sciatrice alpina italiana.

## Biografia
Sciatrice polivalente, la Mathieu fece parte della nazionale italiana negli anni 1970 e gareggiò prevalentemente in Coppa Europa; ai Campionati italiani 1973 vinse la medaglia d'argento nella combinata. Non debuttò in Coppa del Mondo e non prese parte a rassegne olimpiche o iridate.

## Palmarès

### Campionati italiani
- 1 medaglia[3]:
  - 1 argento (combinata nel 1973)